# Luis Páez Brotchie
Luis Páez Brotchie, nacido en 1893 en Guadalajara, Jalisco, fue un historiador y paleógrafo tapatío. 
Su educación se vio interrumpida desde cuando era pequeño debido la muerte de su padre.
En 1916 fue nombrado archivero del Archivo de Instrumentos Públicos del Estado, del Supremo Tribunal de Justicia del estado de Jalisco, trabajo que le despertó el interés por la historia y la paleografía, ya que tuvo acceso a numerosos documentos públicos provenientes de España relacionados con la Nueva Galicia.
En 1932 publicó un folleto titulado "Guadalajara de Indias" donde da a conocer el primer nombre que llevó la ciudad de Guadalajara en su fundación. Posteriormente da a conocer su trabajo "Nueva Galicia a Través de su Viejo Archivo Judicial".
- Datos: Q5851072